# Liste des évêques de Norcia
Cette liste recense les évêques qui se sont succédé sur le siège du diocèse de Norcia (en) érigé au Ve siècle. Il est uni au diocèse de Spolète au VIIIe siècle puis restauré en 1821. En 1972, l'archevêque de Spolète est également nommé évêque de Norcia, unissant les deux sièges in persona episcopi puis en 1986, par le décret Instantibus votis de la congrégation pour les évêques, les deux diocèses sont pleinement unis et la nouvelle circonscription ecclésiastique prend le nom actuel d'archidiocèse de Spolète-Norcia.

## Évêques de Norcia
- Stefano (mentionné en 499)
- Primevo (mentionné en 593)
  - Siège vacant (début du VIIe siècle)
- Giovanni (mentionné en 680)
  - Siège unit à Spolète (VIIIe siècle-1821)
- Gaetano Bonanni (1821-1843)
- Letterio Turchi (1843-1850) nommé évêque de Città di Castello
- Raffaele Bacchettoni (1850-1880)
- Domenico Bucchi-Accica (1880-1889) nommé évêque d'Orvieto
- Mariano Gavasci, O.F.M.Cap (1890-1895)
- Nicola Ranieri, O.F.M (1895-1904)
- Ercolano Marini (1905-1915) nommé archevêque d'Amalfi
- Vincenzo Migliorelli (1916-1927) nommé évêque de San Severino
- Settimio Peroni (1928-1951)
- Ilario Roatta (1951-1960) nommé évêque de Sant'Agata dei Goti
- Alberto Scola (1960-1972)
- Giuliano Agresti (1972-1973) nommé archevêque de Lucques
- Ottorino Pietro Alberti (1973-1986) nommé archevêque de Spolète-Norcia